# Jaaye
Jaaye ist ein Ort in Äquatorialguinea.

## Lage
Der Ort liegt an der Küste der Provinz Litoral auf dem Festlandteil des Staates, nördlich von Bolondo. Im Westen liegt das Kap Punta Mbode (Punta Embade). Etwa 1,5 km weiter nördlich liegt Pijaca.

## Klima
In der Stadt, die sich nah am Äquator befindet, herrscht tropisches Klima.